# 加美町立広原小学校
加美町立広原小学校（かみちょうりつ ひろはらしょうがっこう）は、宮城県加美郡加美町にある公立小学校。

## 沿革
- 1873年（明治6年）6月25日 - 上狼塚小学校[1]として慈恩院（上狼塚西宅地58）に開校[2][3]。
- 1886年（明治19年）
  - 12月以前 - 「上狼塚尋常小学校」に改称[4]。
  - 12月 - 下多田川小学校上多田川支校を当校の分教場に移行し、上狼塚尋常小学校上多田川簡易小学校に改称[4]。
- 1887年（明治20年）4月 - 上多田川簡易小学校を上多田川分教場に改称[4]。
- 1889年（明治22年）
  - 8月 - 平柳分教場が四日市場小学校（現：町立鳴瀬小学校）の分教場に移行[5][3]。
  - 8月29日 - 「広原尋常小学校」に改称[5]。
- 1890年（明治23年）
  - 8月 - 菜切谷新田に校舎を着工[5][2]。
  - 11月 - 校舎を落成[5]。
  - 11月3日 - 開校式を挙行[5]。
- 1900年（明治33年） - 校舎1棟を増築[5]。
- 1901年（明治34年） - 高等科を併設し、「広原尋常高等小学校」に改称[5]。
- 1903年（明治36年）4月 - 農業科を開設[5]。
- 1908年（明治41年）4月 - 手工科を開設[5]。
- 1914年（大正3年） - 高等科を廃止し、「広原尋常小学校」に改称[5]。
- 1917年（大正6年） - 高等科を再度併設し、「広原尋常高等小学校[6]」に改称[5]。
- 1918年（大正7年）9月30日 - 上多田川分教場が上多田川尋常高等小学校として独立[5][2]。
- 1927年（昭和2年） - 現在地に新校舎を落成[2]。
- 1929年（昭和4年）9月 - 上多田川尋常小学校を統合し、上多田川分教場に移行[4]。
- 1930年（昭和5年） - 校歌を制定[2]。
- 1935年（昭和10年）4月 - 青年学校令施行に伴い、広原村青年学校を併設[7]。
- 1941年（昭和16年）4月 - 国民学校令施行に伴い「広原国民学校」に改称。
- 1947年（昭和22年） - 学校教育法施行に伴い、「広原村立広原小学校」と改称[2]。
- 1954年（昭和29年）8月1日 - 町村合併に伴い、「中新田町立広原小学校」に改称[2]。
- 1960年（昭和35年）4月 - 上多田川分校が中新田町立上多田川小学校として独立[4]。
- 1964年（昭和39年） - 校舎が焼失[8]。
- 1965年（昭和40年）
  - 5月 - 新校舎を落成[8]。
  - 校章と校旗を制定[2]。
- 1968年（昭和43年） - 緑化コンクールに入選[2]。
- 1975年（昭和50年） - 防火クラブが消防庁より全国表彰[2]。
- 1976年（昭和51年） - 体育館を落成[2]。
- 1980年（昭和55年） - 町有地を借用し、松かげ広場に使用[2]。
- 1981年（昭和56年） - 防火クラブが日本防火協会より表彰[2]。
- 1989年（平成元年） - 松を校木に制定[2]。
- 1991年（平成3年） - 全日本版画コンクールにて受賞[2]。
- 2003年（平成15年）4月1日 - 町村合併に伴い、「加美町立広原小学校」に改称。学校建設審議会を発足[2]。
- 2006年（平成18年） - 新校舎を落成[8]。
- 2007年（平成19年）3月 -  新体育館を落成[9]。
- 2009年（平成21年） - 校庭緑化工事を実施。 マーチングバンド・バトントワーリング東北大会にて優秀賞を受賞[2]。
- 2010年（平成22年） - 第29回全日本小学校バンドフェスティバルにて金賞を受賞。加美町文化賞を受賞[2]。
- 2011年（平成23年） - 第30回全日本小学校バンドフェスティバルにて金賞を受賞。第39回マーチングバンド全国大会にて金賞を受賞。加美町文化賞を受賞[2]。
- 2012年（平成24年） - 加美町文化およびスポーツの文化賞を受賞[2]。
- 2013年（平成25年） - 町立上多田川小学校との交流学習を開始。震災支援事業「夢の教室」を実施[2]。
- 2014年（平成26年）4月1日 - 町立上多田川小学校を統合[10]。
- 2016年（平成28年） - 特別支援学級（難聴）を開設。第16回マーチングオンステージ全国大会にて優秀賞および講評者特別賞を受賞[2]。
- 2017年（平成29年） - 第17回マーチングオンステージ全国大会にて優秀賞を受賞[2]。
- 2018年（平成30年） - 第47回マーチングバンド・バンドトワーリング東北大会にて金賞を受賞。第37回全日本小学校バンドフェスティバルにて金賞を受賞。加美町文化賞を受賞[2]。
- 2019年（令和元年） - 第38回全日本小学校バンドフェスティバルにて金賞を受賞。加美町文化賞を受賞[2]。

## 教育目標
- 豊かな心を持ち、自ら考え、たくましく生きる人間の育成[11]

## 学区
- 加美町
  - 羽場、城生、菜切谷、菜切谷新田、上狼塚、上狼塚北、下多田川、滝の沢、大清水、上多田川下、上多田川上、白子田、青木原

出典：

## 進学先の中学校
- 加美町立中新田中学校（加美町字一本杉）[12]

## アクセス
国道457号沿いに位置している。

## 周辺
- 広原地区公民館・就業改善センター
- 国道457号